# دختر گرگوری
دختر گرگوری (انگلیسی: Gregory's Girl) فیلمی در ژانر کمدی رمانتیک به کارگردانی بیل فورسیت است که در سال ۱۹۸۱ منتشر شد.
این فیلم در رتبه ۳۰ صد فیلم برتر بنیاد فیلم بریتانیا قرار دارد.